# Athyrium christensenii
Athyrium christensenii är en majbräkenväxtart som beskrevs av Tard.-blot. Athyrium christensenii ingår i släktet Athyrium och familjen Athyriaceae. Inga underarter finns listade.